# Onitis perbrincki
Onitis perbrincki là một loài bọ cánh cứng trong họ Bọ hung (Scarabaeidae).